# Brachysema aphyllum
Brachysema aphyllum là một loài thực vật có hoa trong họ Đậu. Loài này được Hook. mô tả khoa học đầu tiên.